# Заселение Калининградской области после Великой Отечественной войны

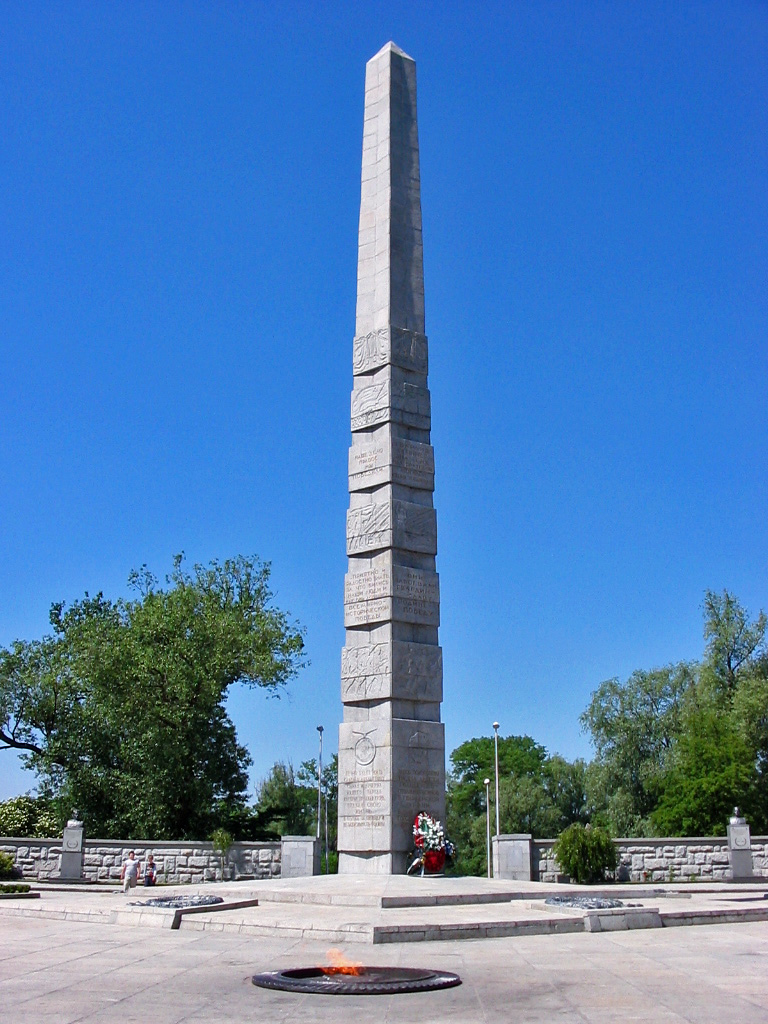
Памятник 1200 гвардейцам

Заселение Калининградской области началась сразу после окончания Второй мировой войны. До войны Восточная Пруссия принадлежала Германии и была достаточно плотно заселена немецким населением, а также славянами (в основном поляками). По результатам Потсдамской конференции в 1945 году Восточная Пруссия была поделена между Польшей и СССР в отношении два к одному, приблизительно по линии Керзона.

## Предыстория
Исторически Пруссия до средневековья была населена славянскими (балтийскими славянами) и балтскими племенами, самым крупным из которых были пруссы, от которых Пруссия и получила своё название. Часть населения после завоевания и германизации сохранила славянские фамилии (Вирхов, Грумбков, Доссов, Лютцов, Фиров, Шверин, Шметтов, Ягов и другие).

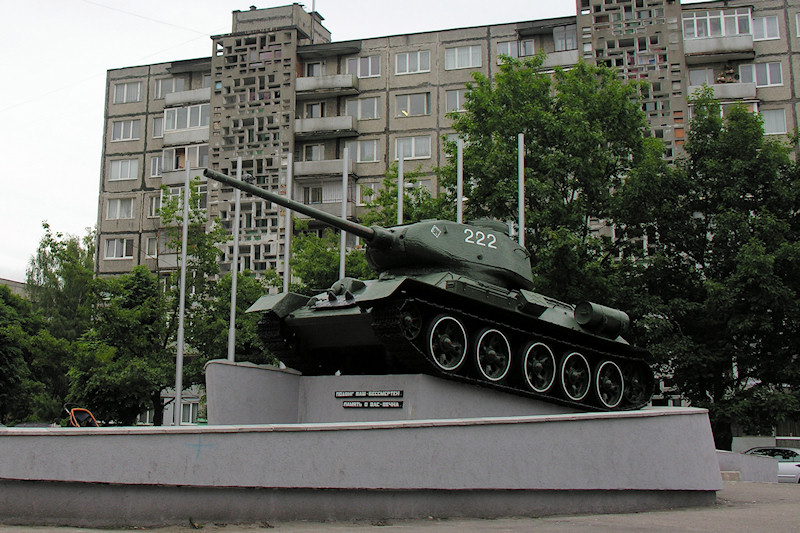
Монумент в Калининграде в виде советского танка Т-34 времен Великой Отечественной войны

В декабре 1941 года на встрече И. Сталина и В. Молотова с министром иностранных дел Великобритании Э. Иденом советская сторона подняла вопрос о возможности присоединения части Восточной Пруссии к СССР и Польше как компенсации за убытки от войны. Затем Иосиф Сталин озвучил советские притязания на Кёнигсберг на Тегеранской конференции 1943 года, назвав Восточную Пруссию «исконно славянскими землями».
9 апреля 1945 года центр Восточной Пруссии город Кёнигсберг был взят советскими войсками, а к 25 апреля 1945 года овладели Кёнигсбергской крепостью и незамерзающим портом Пиллау. Следствием стала эвакуация немецкого населения. Особенностью заселения Восточной Пруссии являлся тот факт, что эта территория была уже освоена и не было необходимости создания новых поселений.

## Управление

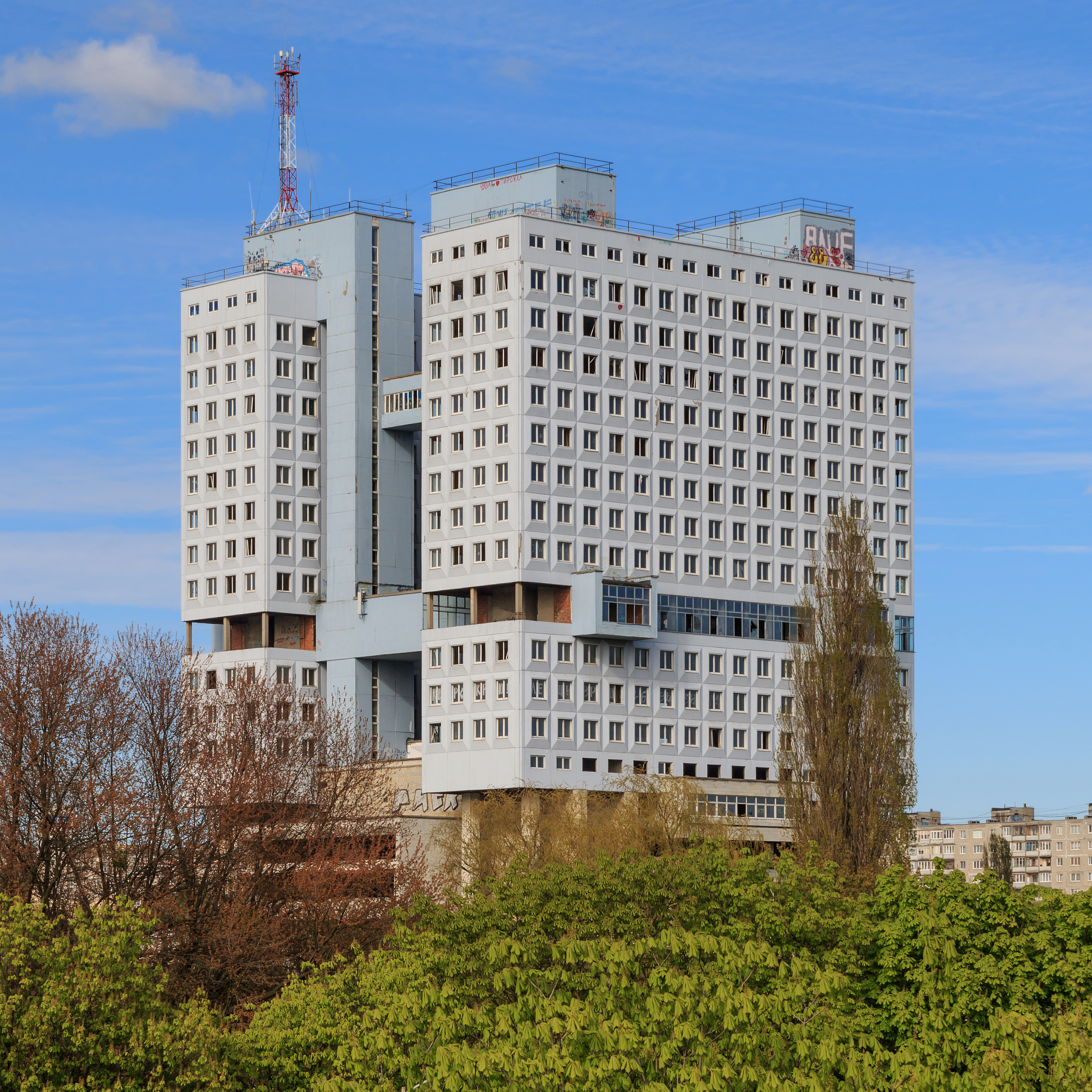
Дом Советов в Калининграде

Первым советским комендантом Кёнигсберга стал генерал-майор Смирнов. Ранее 20 января 1945 года был взят Гумбиннен. На завоёванных землях учреждались военные комендатуры. Комендантом Гумбиннена стал подполковник И. В. Чудаков, Шталлупёнена — майор Н. С. Черников, Эйдткунена — майор К. С. Штанько. В подчинении коменданта имелся взвод. С лета 1945 по 1949 год комендантом Калининграда был генерал-майор Пронин. При нём была восстановлена работа Морского порта и Янтарного комбината, а также открыта первая русская школа.
7 апреля 1946 года на занятой советскими войсками территории Восточной Пруссии была образована Кёнигсбергская область в составе РСФСР. Клайпедский край отошёл к Литовской ССР. Землепользование в области находилось под управлением военных. Для снабжения нужд армии были созданы военные совхозы. В 1949 года на базе 9-го военного совхоза Прибалтийского военного округа была организована Калининградская государственная селекционно-опытная станция. К концу 1980-х годов область полностью обеспечивала себя зерном, картофелем, молоком и мясом. С нуля был создан рыбопромышленный комплекс.

## Стимуляция заселения
9 июля 1946 года Совет Министров СССР принял постановление № 1522 «О первоочередных мероприятиях по заселению районов и развитию сельского хозяйства Калининградской области». С августа было организовано массовое прибытие в область переселенцев из 27 областей России, 8 областей Белоруссии и 4 автономных республик. Первый эшелон с переселенцами прибыл в регион из Брянской области 23 августа 1946 года. Семьи поселились в Гумбиннене. На следующий день, 24 августа, на территорию Черняховского района прибыл эшелон c переселенцами из Курской области. Переселенцев размещали по принципу землячества. Первоначально поселенцам предоставлялся бесплатный проезд до места заселения, освобождение от налогов и беспроцентные ссуды на 10 лет. Пустующее от прежних владельцев жильё предоставляли бесплатно на выбор. Норма жилплощади на человека была выше общесоюзной. Нередко новосёлами становились люди, потерявшие жильё в годы войны. Молодёжь составляла 65 % от всех приезжих. При регистрации переселенцы получали в комендатуре «переселенческий билет».

## Переименования топонимов

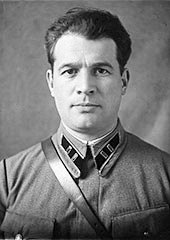
Генерал Черняховский, погибший в Восточной Пруссии и увековеченный в ряде топонимов

4 июля 1946 года город Кёнигсберг переименован в Калининград, поскольку за месяц до этого в Москве скончался видный советский политический деятель Михаил Калинин. И тогда же область была переименована в Калининградскую. Осенью 1947 года проведена кампания по русификации топонимов. Прежние названия были заменены на русские с увековечиванием памяти русских полководцев и литераторов. Поселки обыкновенно имели окончание -ово (Кутузово, Лермонтово), а города на -ск (Гвардейск, Советск, Черняховск).

## Демография
После войны летом 1945 года на Потсдамской конференции было принято решение о выселении немецкого населения Восточной Пруссии в Германию; часть Восточной Пруссии была передана Польше, а часть — СССР. В октябре 1947 года началась депортация остававшегося немецкого населения (около 139 тысяч человек) на территорию Германии, которая продлилась до 1951 года. К началу 1950-х годов число новых переселенцев составило около 400 тысяч человек. К 1959 году численность русского населения области составила 473 861 человек. К 2002 году — 786 885 человек или 82 % от всего населения области. По данным на 2010 год численность русского населения области в процентном отношении выросла до 86 %, а в количественном снизилась до 772 534 человек. По итогам микропереписи населения 2015 года 60,4 % населения составляли уроженцы области.

## Символы и мемориалы
30 сентября 1945 года в Калининграде по инициативе генерала Галицкого был открыт Памятник 1200 гвардейцам — первый монумент героям Великой Отечественной войны в СССР. Памятник выполнен в виде каменного обелиска, перед которым горит вечный огонь. Рядом с памятником находится площадь Победы и проходит Гвардейский проспект. В 1956 году в Советске был установлен Памятник Воину-освободителю.
С 1953 по 1958 год в Калининграде на площади Победы стоял памятник Иосифу Сталину. После десталинизации на его месте был установлен памятник Ленину. Памятник Сталину первоначально переместили в сквер между Ленинским проспектом и Театральной улицей, но через несколько лет окончательно демонтировали. В 1974 году опустевший постамент занял монумент «Мать-Россия».
В 1959 году был установлен памятник Михаилу Калинину на одноимённой калининградской площади.
В 2015 году в Советске поставили памятник первым переселенцам.
Одним из элементов дегерманизации области стал снос руин Кёнигсбергского замка.